# Jackson Collins
Jackson Collins (Gold Coast, 5 novembre 1998) è un canoista australiano, figlio d'arte del canoista Daniel Collins.

## Biografia
Ha partecipato ai Campionati mondiali di canoa sprint 2023 nel K-4 500 metri e si è classificato al quarto posto con un tempo di 1:19.905.
Nel 2024 si è qualificato per le Olimpiadi estive di Parigi, dove ha gareggiato nel K-4 500 metri vincendo la medaglia d'argento mancando la medaglia d'oro per 0,04 secondi.